# 阿尔达比勒地毯
阿尔达比勒地毯是指分別收藏在维多利亚和阿尔伯特博物馆以及洛杉磯郡藝術博物館中的兩個波斯地毯 。阿尔达比勒地毯由丝绸和羊毛等原材料製成。收藏在维多利亚和阿尔伯特博物馆中的地毯大概於1539-40年間織成。